# جيمس إس. كيتشام
جيمس إس. كيتشام (بالإنجليزية: James S. Ketchum)‏ هو ضابط وطبيب نفسي أمريكي، ولد في 1 نوفمبر 1931، وتوفي في 27 مايو 2019.